# 차드 미첼 트리오

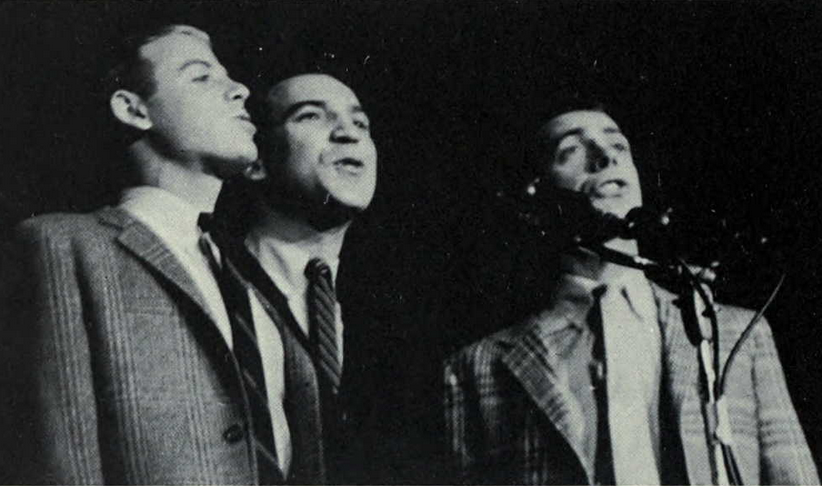
1965년

차드 미첼 트리오(The Chad Mitchell Trio) 또는 미첼 트리오(The Mitchell Trio)는 충실한 가창력과 예리한 사회 비판성으로 높이 평가받은 남성 트리오이다. 학생 출신이다.  차드 미첼, 마이크 코브랙, 마이크 퓨의 셋이 1959년에 발족하였으며, 다음 해에는 조 프레이지어가 퓨와 교체, 벨라폰테와의 공연이나 텔레비전 쇼 출연 등으로 그 실력이 널리 인정되어 왔다. 1965년에는 미첼이 독립, 대신 존 덴버가 들어왔으나, 그  후에도 줄곧 미첼 트리오의 이름으로 활약하였다.

## 과거 구성원
- 차드 미첼(Chad Mitchell)
- 마이크 코브랙(Mike Kobluk)
- 마이크 퓨(Mike Pugh)
- 조 프레이저(Joe Frazier)
- John Denver
- David Boise
- Michael Johnson